# 劇団名芸
劇団名芸（げきだんめいげい）は、愛知県名古屋市天白区を拠点とする業余劇団。1962年設立。
シェイクスピア、チェーホフ、木下順二などの名作の上演、子ども向けファミリーステージ、前代表・栗木英章の創作劇などを主な活動の柱としている。
会社員・自営業・公務員・年金生活者・主婦・学生など幅広いジャンルの人たちが劇団に所属している。
舞台装置の製作、照明設備のセット・コントロール、音楽や効果音の作成、舞台衣装・小道具のデザイン製作、公演チラシのデザインなど劇団員が舞台裏も支えている。

## 歴史
1962年、栗木英章ら15人が結成した演劇研究会「でくのぼうの会」が始まり。会の代表を務めた柘植洋は中学教諭であった人物である。柘植は南区の中学校に赴任すると、その中学校で演劇部を創設、木下順二の民話劇『夕鶴』や『三年寝太郎』に取り組んだ。演劇部元部員の同窓会のような形で作られたのが演劇研究会「でくのぼうの会」である。1962年8月に行われた旗揚げ公演の演目はチェーホフの戯曲『熊』と『結婚申込』の二本立てであった。1968年ごろからは、児童を対象とした「みなみ子ども劇場」も始めた。
1970年には劇団名を「劇団名芸」に変更。名古屋芸術劇場を略して用いられてきた名称を劇団名にしたものであるが、1949年設立の名古屋芸術劇場との連続性はない。
1980年、それまでは自宅裏が稽古場だったが、天白区平針に稽古場兼小劇場「名芸平針小劇場」を建てた。以降、この62坪の劇場を拠点して公演活動を行うようになった。
2009年には同じ名古屋の劇団「劇団演集」と共同公演を行った。演目は社会の高齢化を取り上げた近石綏子作『楽園終着駅』で、団員の減少と高齢化に悩む演集に、演出の多様化を試みる名芸が協力する形となった。